# A·C·格林
小A·C·格林（英語：A.C. Green Jr.，1963年10月4日—），美国NBA联盟前职业篮球运动员。他在1985年的NBA选秀中第1轮第23顺位被洛杉矶湖人选中。格林先后效力于洛杉矶湖人队、菲尼克斯太阳队、达拉斯小牛队以及迈阿密热火队。从1986年11月19日洛杉矶湖人击败圣安东尼奥马刺的比赛开始，到2001年4月18日迈阿密热火击败奥兰多魔术的比赛为止，格林连续出战到1192场，该记录至今无人能破，并获得了“铁人”（Iron Man）的称号。